# アイーダ

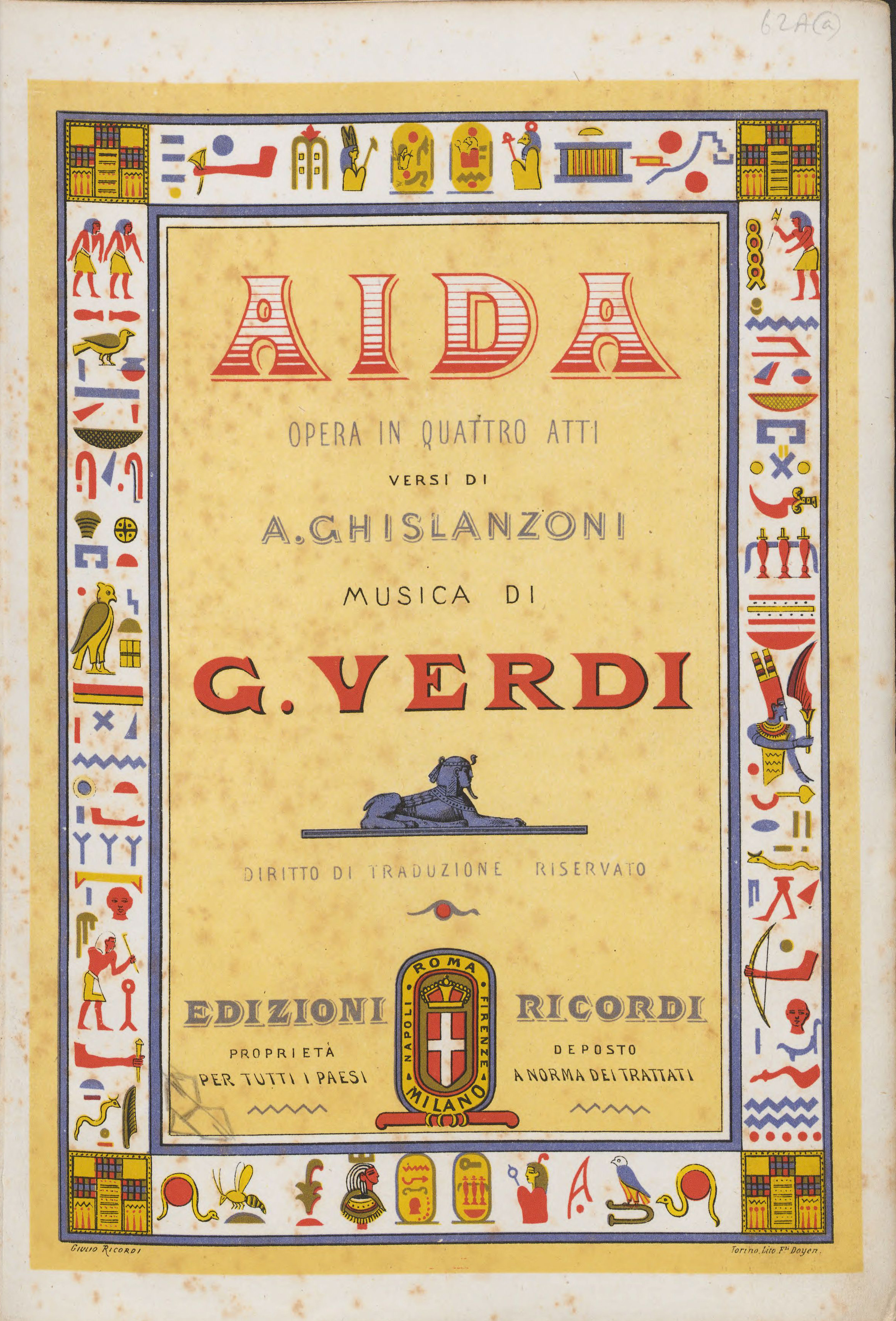
『アイーダ』ヴォーカル・スコア表紙（1872年頃出版）

『アイーダ』 (伊: Aida) は、ジュゼッペ・ヴェルディが作曲し、1871年に初演された全4幕から成るオペラである。ファラオ時代のエジプトとエチオピア、2つの国に引裂かれた男女の悲恋を描き、現代でも世界で最も人気の高いオペラのひとつである。また第2幕第2場での「凱旋行進曲」の旋律は単独でも有名である。
この作品はしばしば「スエズ運河の開通（1869年）を記念して作曲された」あるいは「スエズ運河開通祝賀事業の一環としてカイロに建設されたオペラハウスの杮落し公演用に作曲された」といわれることがあるが、以下に述べるようにこれらはいずれも正確ではない。エジプトを舞台にしたメジャーなオペラはモーツァルトの『魔笛』以来だが、ほぼ無国籍なファンタジーである『魔笛』にくらべ、国家の興亡がメインに据えられた壮大なご当地オペラになっている。

## 基本データ
- 原語曲名：Aida/Aïda
- 原案：オギュスト・マリエット
- 原台本：カミーユ・デュ・ロクル
- 台本：アントニオ・ギスランツォーニ
- 作曲時期：1870年に作曲に着手
- 初演：1871年12月24日、カイロのカイロ劇場にて、ジョヴァンニ・ボッテジーニの指揮による

## 作曲の経緯
『ドン・カルロ』の初演（1867年）、『運命の力』の改訂初演（1869年）の後、ヴェルディの次作検討作業はパリ在住のオペラ台本作家で、オペラ座やオペラ＝コミック座の支配人であったカミーユ・デュ・ロクルとの間で進められていた。デュ・ロクルは種々の戯曲・小説をヴェルディに送付していた。
それらのうちヴェルディが何がしかの興味を示したことがわかっているのは、ウジェーヌ・スクリーブの『アドリエンヌ・ルクヴルール』(Adrienne Lecouvreur) と、モリエール作『タルチュフ』(Le Tartuffe, ou L'Imposteur) 、それにロペス・デ・アジャラの "El Tanto por Ciento" であった。後の2作が喜劇であったことは興味深い。ヴェルディがそれまでに作曲したオペラ・ブッファは、第2作『一日だけの王様』（1840年初演）1作のみで、オペラ・ブッファというジャンルそのものが19世紀後半のイタリアでは人気薄だったことを考える時、ヴェルディがこの頃何故ブッファを考えていたのかは謎である。人生最後の作品『ファルスタッフ』（1893年初演）でブッファに回帰する萌芽が、その20年以上前からあったのかもしれない。

### カイロからの委嘱

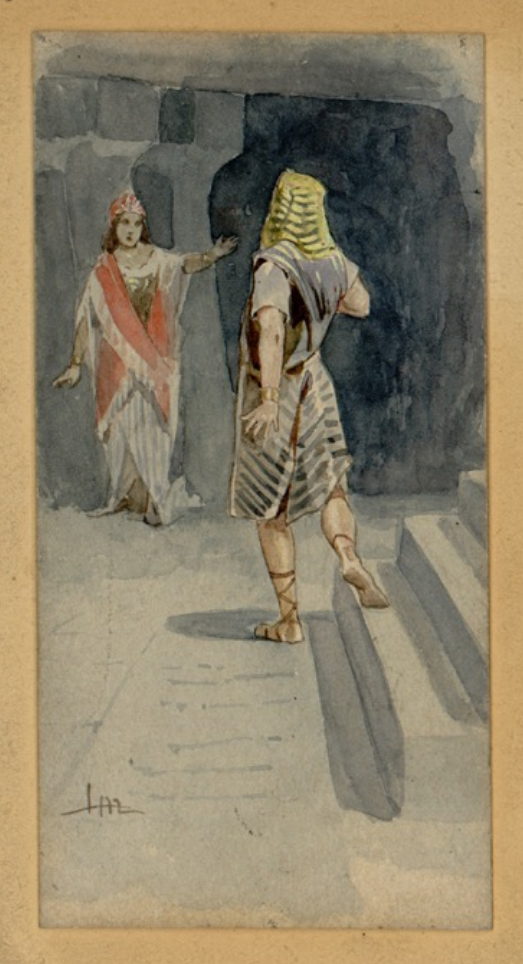
ラダメス（ジュゼッペ・ファンチェッリ）とアイーダ（テレサ・ストルツ）、1872年のスカラ座ヨーロッパ初演（第4幕、第2場）（レオポルド・メトリコヴィッツ作）

このデュ・ロクルの新作交渉とはまったく別個に、ヴェルディに祝典のための作曲依頼があった。依頼元はエジプトの総督イスマーイール・パシャである。それは1869年11月に開通したスエズ運河の祝賀事業の一環としてパシャがカイロに建設したオペラ劇場（「イタリア劇場」とも）の開場式典の祝賀音楽の作曲依頼であり、時期は1869年8月以前のことである。その時ヴェルディは「自分は普段から、臨時機会用の音楽 (morceaux de circonstance) を書くことには慣れておりません」といって断っている。
結局、1869年11月6日の劇場の杮落としではヴェルディの既作オペラ『リゴレット』がエマヌエーレ・ムツィオのタクトで上演されたが、パシャはその後、祝賀のための小品どころか、エジプトを舞台にした新作オペラの依頼をパリのカミーユ・デュ・ロクルを通じて伝えてきたのである。題材としてパシャが用意したのは、考古学者オギュスト・マリエットの著した23ページにわたる「原案」であった。マリエットは1821年生まれのフランス人で、1849年からルーヴル美術館のエジプト考古部に勤務、1851年からエジプトに渡り研究を続け、イスマーイール・パシャの信頼も篤く、「ベイ」（1858年）、更には「パシャ」（1879年）の尊称を与えられた人物だった（このためその名はしばしば「マリエット＝ベイ」あるいは「マリエット＝パシャ」と表記される）。
依頼がヴェルディのもとに届いたのは1870年の春で、スエズ運河が開通し、オペラ劇場も開場した後である。しかしこの経緯が後年になって、『アイーダ』がスエズ運河開通を記念すべく作曲された、といった俗説の流布に寄与することになった。
イスマーイール・パシャはヴェルディの作品を愛していたというより、ヨーロッパの大作曲家による、エジプトを舞台とした荘厳なオペラ作品を自分が統治するカイロのオペラハウスで上演したい、という夢と希望を持っていた。実際、イスマーイール・パシャはデュ・ロクルに「ヴェルディが依頼を断ったら、依頼先はグノーやワーグナーに変更してもいい。」という内容の手紙も送っていた。デュ・ロクルがその手紙の内容を伝えたことで、ヴェルディのワーグナーに対するライバル意識が芽生え、それまでブッファによる新作題材を検討していた彼はこのマリエット原案による悲劇を真剣に検討することになった。「ワーグナー」の名を出すのは、ヴェルディに腰をあげさせるためのデュ・ロクルの作戦だった可能性もある。また、提示された原案には、愛と法、国家と個人それぞれの相克が描かれているとヴェルディが感じ取り、創作意欲を刺激されたこと、ヒロインのアイーダについては、当時愛人関係になっていたと思われる名ソプラノ、テレーザ・シュトルツに歌ってもらいたいとヴェルディが着想したことなども要因として指摘されている。
1870年6月にはヴェルディはこの新作の作曲に大枠で合意した。ヴェルディの提示した条件は
- ヴェルディは作曲料として15万フランス・フランを受領する（これは彼の最近作『ドン・カルロ』の4倍という法外なものであった）
- 台本はヴェルディが彼自身の支出によって、彼の選んだ作家に作成させること
- 台本はイタリア語であるべきこと
- 1871年1月に予定される初演はヴェルディの選んだ指揮者によって行われるべきこと
- ヴェルディ自身にはカイロに赴き初演を監督する義務はないこと
- 仮にカイロでの初演が6か月以上遅延した場合、ヴェルディは彼の任意の歌劇場でそれを初演できること
- 初演以外の全ての上演に関する権利はヴェルディが保持すること

という、もはや十分安定した生活を手にした世界的作曲家でありながら、相変わらず経済的に抜け目のない彼の特性が存分に発揮された要望であったが、闊達なイスマーイール・パシャはその全てを受諾したのだった。

### 台本に関与した人々

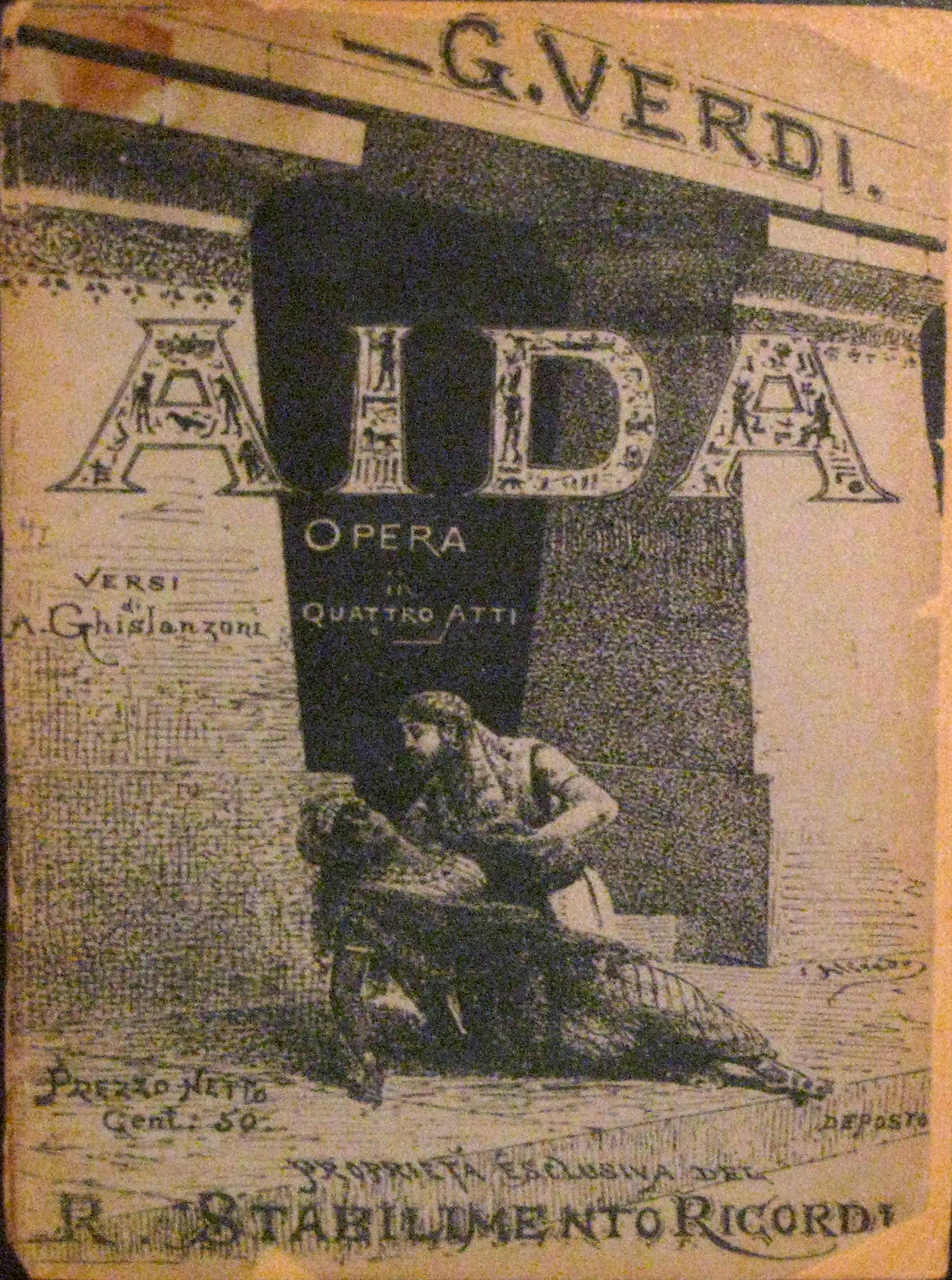
『アイーダ』台本表紙（1890年）

マリエットの「原案」から『アイーダ』の台本が完成するまでには、以下のように多くの人々の関与が絡み合っている。
1. エジプト総督イスマーイール・パシャ。デュ・ロクルの言によれば、オギュスト・マリエットに『アイーダ』のアイディアを提供したのは、このパシャ自身であるという。もっともこれは、デュ・ロクルによる一種の「箔付け」の可能性が高い。
2. エジプト考古学者オギュスト・マリエット。イスマーイール・パシャの下で働く彼が、1870年に『アイーダ』(Aïda) のフランス語による原案を作成した。全23ページにわたるもので、4幕7場よりなる。オペラのストーリー展開の骨格はこの段階でほぼ完成している。またマリエットはその後も、ヴェルディやギスランツォーニに対してエジプト考古学上のアドヴァイスを与え、初演の舞台装置、衣装製作を担当するなどしている。
3. パリのカミーユ・デュ・ロクル。1870年5月にマリエットの「原案」をヴェルディに送付、また6月には原案の内容を膨らませたフランス語による「原台本」を著した。「原台本」はデュ・ロクルがヴェルディのサンターガタ（ヴィッラノーヴァ・スッラルダ）の自宅を訪問した際に書かれているため、この段階からヴェルディ自身のアイディアが入っているとも考えられる。例えば、マリエット「原案」第2幕、凱旋の場の前にアムネリスの居室の場面を挿入したのはデュ・ロクルとヴェルディの創意で、原台本の段階で書かれた可能性が高い。
4. ヴェルディ自身。マリエット「原案」前半2幕分をイタリア語に翻訳した。その後も彼の普段の創作の流儀に従い、台本作成全体に関してギスランツォーニに数々の指示を与えている。その指示は出演者の演唱に関し、言葉の語り方にもイメージを膨らませた細部にわたるものであったことが、ミラノ在住だったギスランツォーニと交わした書簡から明らかになっている。
5. ヴェルディの妻ジュゼッピーナ。マリエット「原案」後半の2幕分をイタリア語に翻訳した。彼女自身有名なオペラ歌手であり、夫以上にフランス語が堪能であった。
6. イタリア人台本作家アントニオ・ギスランツォーニ。3、4、5をもとにイタリア語韻文による上演用台本を作成した。1870年7月に台本の最初の部分がヴェルディに送付されている。

1871年、カイロにおける世界初演時には、「台本はギスランツォーニによる」と明記され、マリエットへの言及はない。またその後出版された楽譜、リブレットもほぼこれを踏襲している（例外的にフランスで出版された楽譜等では、マリエットやデュ・ロクルを原台本作家と位置づけている）。
またこれとはまったく別個に、1756年にピエトロ・メタスタージオによって著され、ニコロ・コンフォルティ（1756年初演）、ニコロ・ピッチンニ（1757年初演）、ヨハン・アドルフ・ハッセ（1758年初演）など多くのオペラ作曲家によって舞台化された、エジプトを舞台としたオペラ台本『ニチェッティ』(Nitteti) こそが本当の原案であり、マリエットあるいはデュ・ロクルはそれを下敷きに『アイーダ』の台本を構築したのではないか、という説も近年では唱えられている。
なお、マリエットの「原案」で "Aïda" にトレマ記号「¨」があるのは、そうでなければ「アイーダ」と発音できない、というフランス語の特性によるもので、イタリア国外では今日でもそのように綴る資料・文献も多い。一方、イタリア語では "Aida" と綴れば「アイーダ」と発音できるので、ヴェルディは常にそのように表記し、カイロ初演時の表記もそのようになっている。"Aïda" と "Aida"、2種類の表記の混在はそこから発生した。

### 作曲された経緯
当作はカイロから委嘱されたものであったが、異国情緒も盛り込んだ雄大な作品に仕立てられそうだと予感したヴェルディは、19世紀に流行したフランス・グランド・オペラの様式を応用した作曲技法を駆使しようと着想する。
ヴェルディは1854年にパリからの委嘱で「シチリアの晩鐘」（翌55年初演）を作曲以来、当作の前作にあたる「ドン・カルロ」（67年初演）まで、繰り返しパリの劇場からの要請に応えてグランド・オペラ様式で作品を発表したが、当時のヨーロッパ文化の中心地であったパリでの決定的成功には至っておらず、ヴェルディ自身その点は心残りであったと伝えられる。当作において作品の性質上、パリでの仕事で学んだ様式が有効と判断したヴェルディは、グランド・オペラ様式を忠実になぞるのではなく、グランド・オペラの精神に自らの創意と個性を融合させた、おそらくは彼にしかなしえない“イタリア風グランド・オペラ”を作りあげたいと構想を固め、作曲を進めた。
ヴェルディの作曲順はほぼ場面展開順であり、彼とギスランツォーニが唯一後回しにしたのは、第1幕第2場、神殿で祭司らが勝利を祈願する場面だった。音楽効果上、ヴェルディは巫女の声を祭司たちのそれに重ねたいと考えていたが、ファラオ時代の女性が祭祀に加わることが考証的にあり得るだろうか、との疑問をもち、マリエットに問い合わせを行っているのである。このような宗教儀式への女性の参加はなかった、とするのが（少なくとも作曲時の19世紀においては）考古学上の通説だったが、エジプト考古学の第一人者のはずのマリエットは芸術上の効果を学問上の知見に優先させ、デュ・ロクルを通じて「ヴェルディ氏の望まれるだけの数の巫女を儀式に加えて差し支えないと考えます」という返信をしている。こうして無事に（?）巫女の声が祭司たちに唱和できることになった。
1870年11月にはヴェルディの作曲はほぼ完成した。彼はカイロ初演に立ち会う考えがなかったため、通常はリハーサル段階で手を入れることができるオーケストレーションまでを仕上げる必要があったことを勘案しても、着手からわずか5か月（台本の初回受領からは4か月）で総譜まで完成というのは、『アイーダ』のような大規模かつ重厚なオペラの場合、異例のハイペースであり、ヴェルディの意気込みが感じられる。

### 普仏戦争による遅延、そして初演
上述のように『アイーダ』カイロ初演は当初1871年1月に予定されており、ヴェルディ側の準備は順調だった。しかし、1870年7月に勃発した普仏戦争が予期せぬ混乱をもたらした。カイロ初演のための舞台装置と衣装はすべて、一時帰国したマリエットの監修のもと、パリで製作されていたが、プロイセン軍によって同市はほぼ完全に包囲され、人手不足も加わって作業は大幅に遅延、完成した資材もマリエットもパリ脱出不能の状態となり、スケジュール通りの初演は不可能になった（ヴェルディ自身この危機的状況を、デュ・ロクルが包囲下のパリでしたため、気球に載せて送出した郵便で知った）。
このような事態では上述の契約上、ヴェルディが好みの歌劇場で初演を強行することも可能だったが、彼はイスマーイール・パシャの顔を立てる形で世界初演延期に同意、1871年2月に予定していたミラノ・スカラ座でのイタリア初演も1年の延期とした。
カイロでの初演は1871年12月に変更され、イスマーイール・パシャはヴェルディに初演への招待状を送った。ヴェルディは自作初演の際は出来る限り現地に赴いて初演を監督するようにしていたが、今回は先述通り初演への立ち会いはしないと契約時に明文化していたこと、また欧州各地の有名ジャーナリストたちも招待されていると知り、自分の来演が宣伝に利用されることを懸念したことや船旅を好まなかったことから、ヴェルディは初演には結局出席しなかった。
初演の前評判は上々で、エジプト貴族たちのみならず、欧州の上流階級からも多数の予約が舞い込み、本番の2週間前には入場券が完売し、イスマーイール・パシャは狂喜の電報をヴェルディに送ったと伝えられる。
1871年12月24日、カイロにて11か月遅れで行われた初演は、予想通りの大成功であった。もっとも、エジプトの一種の「国策」として委嘱された同オペラがカイロで失敗するという懸念はあまりなかったかも知れない。その頃ヴェルディは、彼自身より正念場ととらえていたスカラ座でのイタリア初演に集中する日々を送っていた。

## 編成

### 登場人物
以下の各人物描写は1873年にリコルディ社より出版された舞台指示書 (disposizione scenica) に基づく。この指示書は作曲者ヴェルディの意向を忠実に反映していると考えられているが、今日の舞台演出は必ずしもそれに従うわけではない。
- エジプト国王（ファラオ）（バス）：約45歳。威厳に満ち、堂々とした態度。
- アムネリス（メゾソプラノ）：エジプト王女。20歳。とても活発。性格は激情的で、感受性に富む。
- アイーダ（ソプラノ）：エチオピア王女で女奴隷。肌は暗く赤みがかったオリーブ色。20歳。愛情、従順さ、優しさ、これらがこの人物の主要な特質をなす。
- ラダメス（テノール）：軍隊の指揮官。24歳。情熱的な性格。
- ラムフィス（バス）：祭司長。50歳。確固とした性格。専制的で残忍。態度は威厳に満ちている。
- アモナスロ（バリトン）：エチオピア王であり、アイーダの父。肌は暗く赤みがかったオリーブ色。40歳。御しがたい戦士で、祖国愛にあふれている。性格は衝動的で暴力的。
- 使者（テノール）
- 巫女の長（ソプラノ）
- 合唱
- バレエ

### 管弦楽
- フルート 3（ピッコロ持替え 1）、オーボエ 2、コーラングレ、クラリネット 2、バスクラリネット、ファゴット 2
- ホルン 4、トランペット 2、トロンボーン 3、バストロンボーン
- ティンパニ、トライアングル、大太鼓、シンバル、銅鑼
- ハープ 2
- 弦五部
  - ヴァイオリン 2パート、ヴィオラ 1パート、チェロ 1パート、コントラバス 1パート　（ウィーン国立歌劇場の室内でせいぜい14型、ヴェローナなどの野外では倍管で16型以上を当てる）

バンダ
- 舞台上
  - エジプト風トランペット（アイーダ・トランペットとも呼ばれるファンファーレ・トランペット）6、軍楽隊（金管楽器）、ハープ
- 地下
  - トランペット 4、トロンボーン 4、大太鼓

### 上演時間
約2時間20分（各40分、40分、30分、30分）

## あらすじ

### 第1幕

#### 第1場
エチオピア軍がエジプトに迫るとの噂が伝わっている。祭司長ラムフィスは司令官を誰にすべきかの神託を得、若きラダメスにそれとなく暗示する。ラダメスは王女アムネリスに仕える奴隷アイーダ（実はエチオピアの王女だが、その素性は誰も知らない）と相思相愛にあり、司令官となった暁には勝利を彼女に捧げたいと願う。アムネリスもまた彼に心を寄せており、直感的にアイーダが恋敵であると悟り、激しく嫉妬する。国王が一同を従え登場、使者の報告を聞いた後ラダメスを司令官に任命する。一同はラダメスに「勝利者として帰還せよ」と叫び退場する。アイーダは舞台に一人残り、父であるエチオピア王アモナズロと恋人・ラダメスが戦わなければならない運命を嘆き、自らの死を神に願う。

#### 第2場

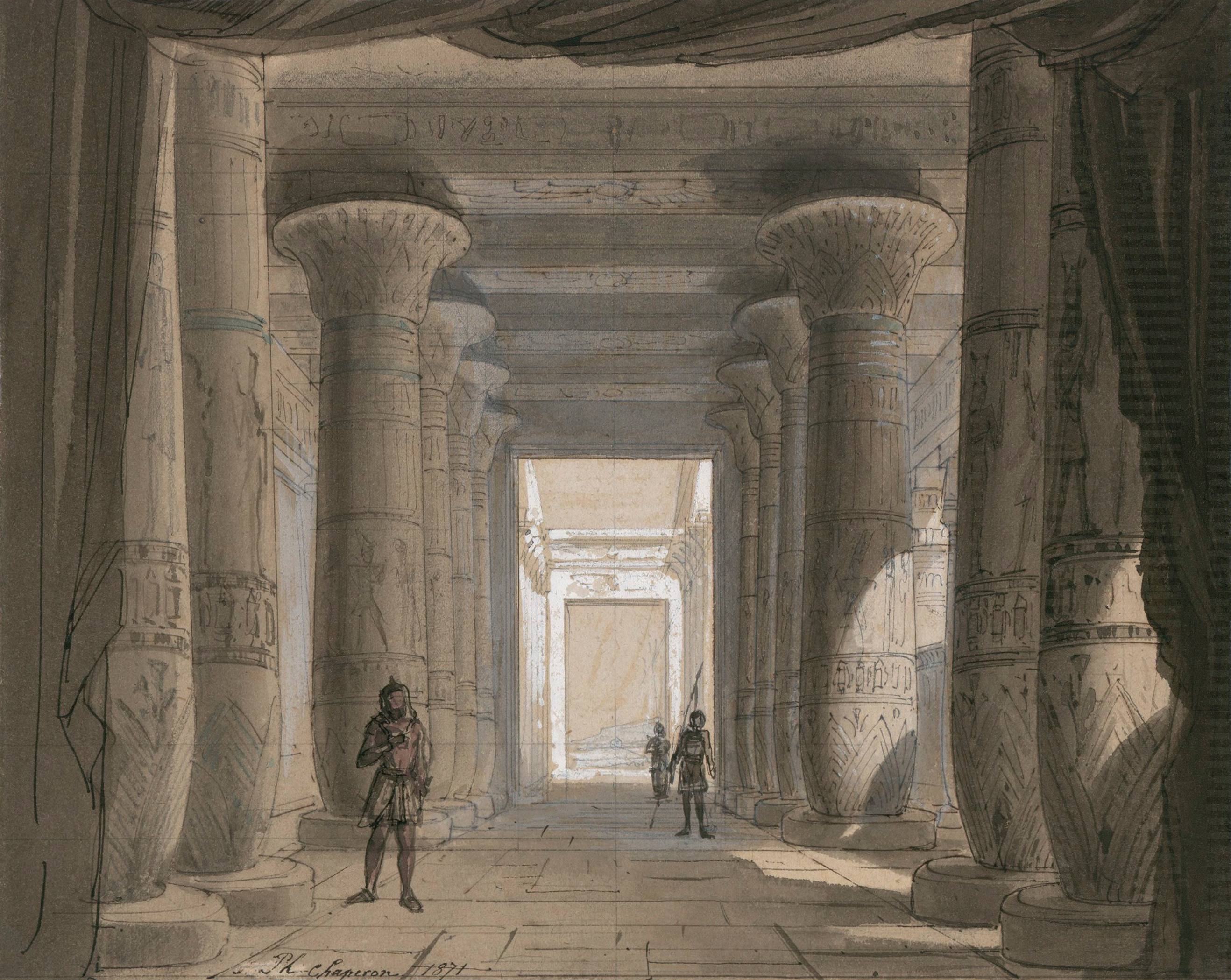
第1幕第2場のセットデザイン、カイロ初演時

プタハ神殿では勝利を祈願する儀式が行われ、ラダメスとラムフィス、祭司たちの敬虔な歌声に巫女の声が唱和する。

### 第2幕

#### 第1場
エジプト軍勝利の一報が入り、アムネリスは豪華に着飾って祝宴の準備をしている。祖国が敗れ沈痛な面持ちのアイーダに向かってアムネリスは「エジプト軍は勝ったが、ラダメスは戦死した」と虚偽を述べて動揺させ、自分もラダメスを想っていること、王女と奴隷という身分の相違から、自分こそがラダメスを得るであろうことを宣言する。

#### 第2場

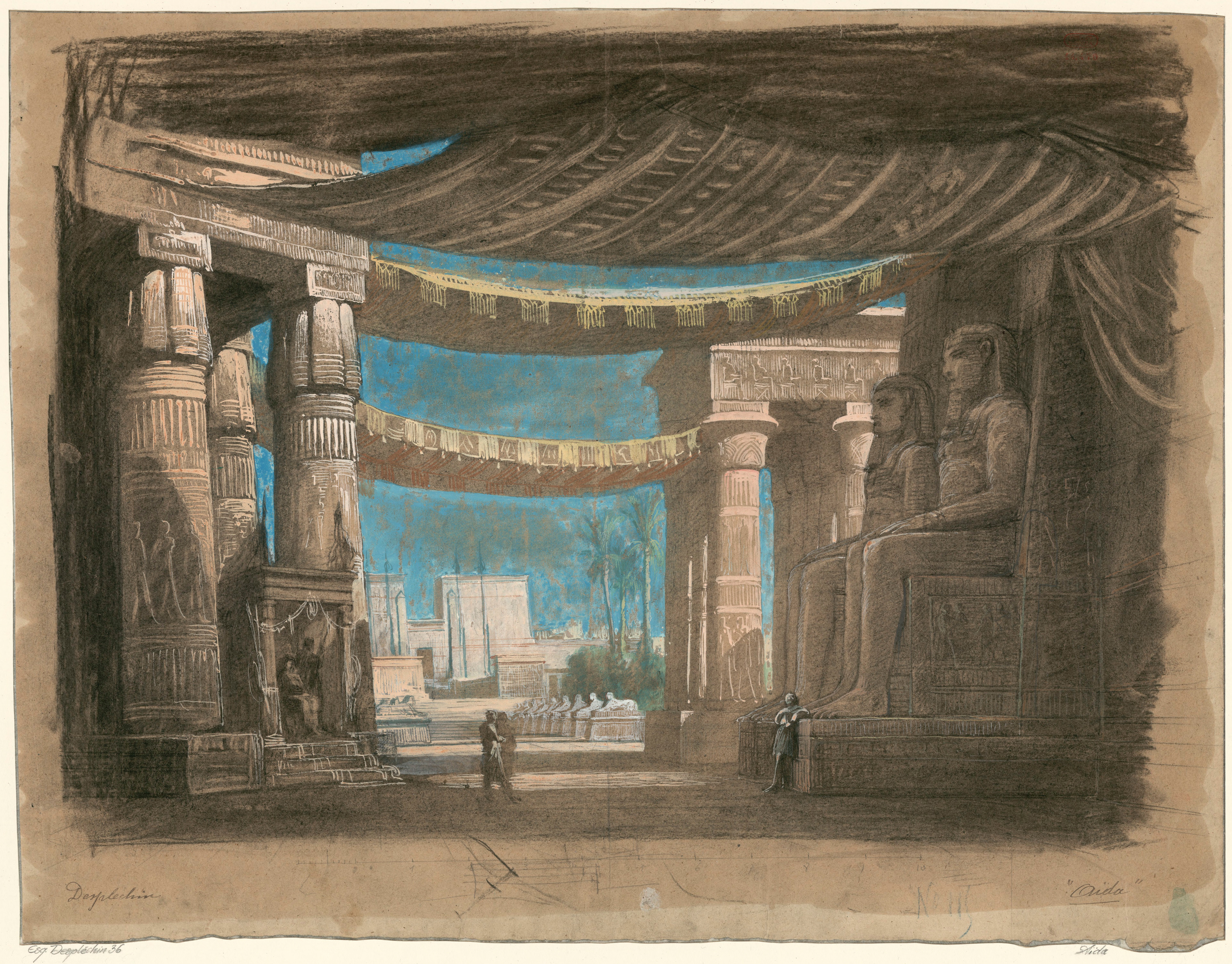
第2幕第2場のセットデザイン、カイロ初演時

最も有名な場面である。ラダメスは軍勢を率いて凱旋する。彼はエチオピア人捕虜の釈放を国王に願う。捕虜の中には身分を隠したアモナズロもいたので、アイーダはつい「お父さん」と言ってしまうが、アモナズロは「国王は戦死し、いまや我々は無力」と偽りを述べ、彼の身分は発覚せずにすむ。ラムフィスはアモナズロを人質として残すことを条件に捕虜釈放に同意、国王はラダメスに娘アムネリスを与え、次代国王にも指名する。勝ち誇るアムネリス、絶望に沈むアイーダ、復讐戦を画策するアモナズロなどの歌が、エジプトの栄光を讃える大合唱と共に展開する。

### 第3幕
次のエジプト軍の動きを探ろうとするアモナズロは、司令官ラダメスからそれを聞き出すようにアイーダに命じる。アイーダは迷いつつもラダメスにともにエジプトを離れることを望み、ラダメスも応じる。だが、アイーダが逃げ道を聞くので、ラダメスは最高機密であるエジプト軍の行軍経路を口にしてしまう。アモナズロは欣喜雀躍して登場、一緒にエチオピアに逃げようと勧めるが、愕然とするラダメスは自らの軽率を悔いる。そこにアムネリスとラムフィス、祭司たちが登場、アモナズロとアイーダ父娘は逃亡するが、ラダメスは自らの意思でそこに留まり、「祭司殿、私の身はあなたに！」と言って捕縛される。

### 第4幕

#### 第1場
アムネリスは裁判を待つラダメスに面会する。彼女は、エチオピア軍の再起は鎮圧され、アモナズロは戦死したがアイーダは行方不明のままであると彼に告げ、ラダメスがアイーダを諦め自分の愛を受け容れてくれるなら、自分も助命に奔走しよう、とまで言うが、ラダメスはその提案を「あなたの情けが恐ろしい」と拒絶し審判の場へ向かう。アムネリスは裁判を司る祭司たちに必死に減刑を乞うが聞き入れられない。アムネリスが苦しみ悶える中、ラダメスは一切の弁明を行わず黙秘、裏切り者とされ地下牢に生き埋めの刑と決定する。

#### 第2場

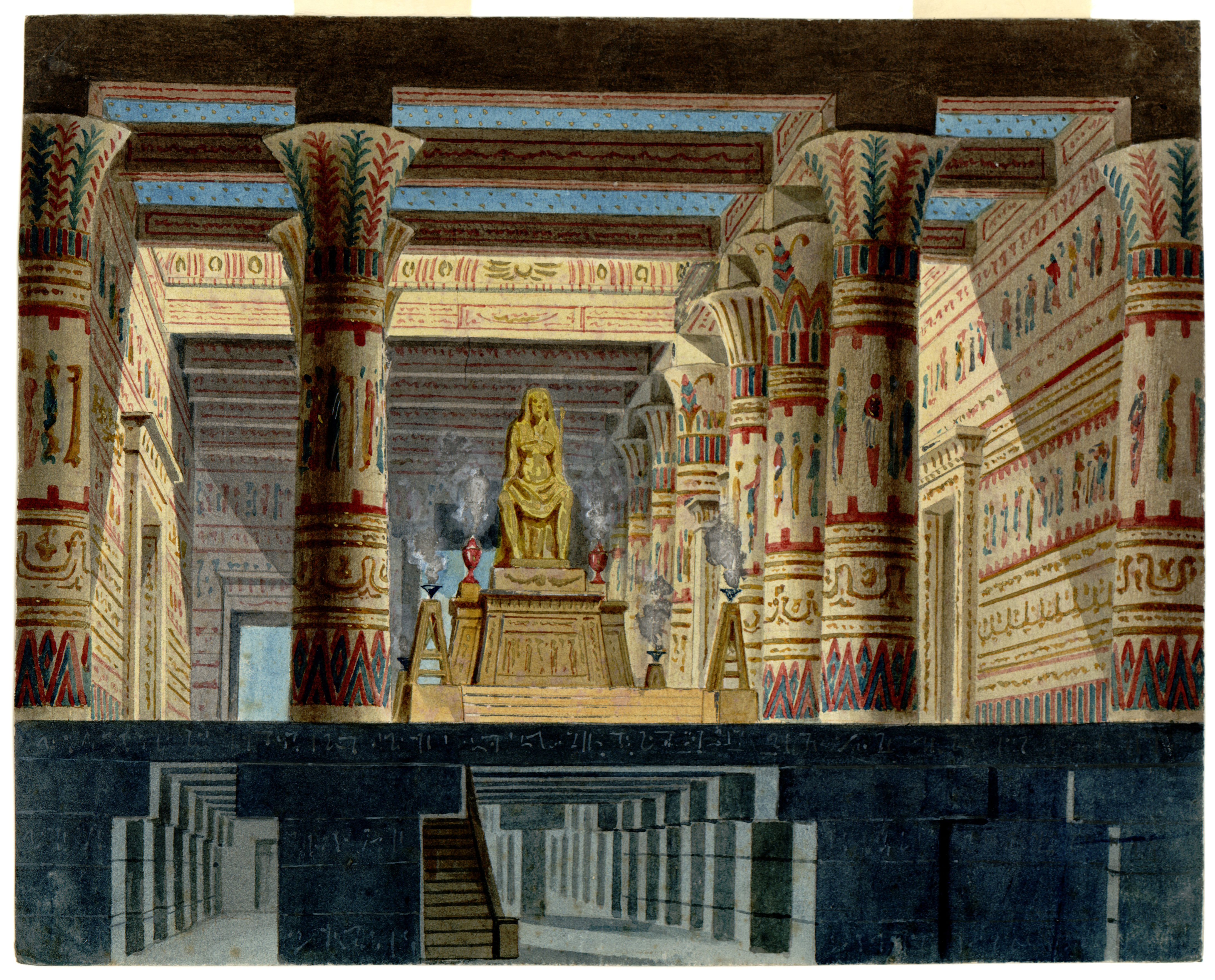
第4幕第2場のセットデザイン、1872年

舞台は上下2層に分かれ、下層は地下牢、上層は神殿。ラダメスが地下牢に入れられると、そこにはアイーダが待っている。彼女は判決を予想してここに潜んでいたのだと言う。2人は現世の苦しみに別れを告げ、平穏に死んで行く。地上の神殿では祭司たちが神に対する賛歌を歌う中、アムネリスがラダメスの冥福を静かに祈って、幕。

## 主要曲
- 清きアイーダ Celeste Aida（第1幕第1場）：ラダメスのロマンツァ
- 勝ちて帰れ Ritorna vincitor（第1幕第1場）：アイーダのシェーナとロマンツァ
- 凱旋の場（第2幕第2場）
- おおわが故郷 O patria mia（第3幕）：アイーダのロマンツァ
- さらばこの世よ涙の谷よ(第４幕)　：アイーダとラダメスのロマンツァ

## 凱旋行進曲
第2幕第2場で演奏される「凱旋行進曲」は、本作を代表する曲の中でも独立して聞かれることが多いものである。演奏においても劇的効果を挙げるため、この部分のトランペットは「アイーダトランペット（ファンファーレ・トランペット）」という独自のトランペットで舞台上で演奏される。
この曲はトランペットのファンファーレと弦楽の掛け合いで始まり、それに混声合唱が加わり、曲調は一つのピークを迎える。その後、女声、男声の合唱がたたみかけるように歌われ、主題の導入を迎える。主題1はトランペットの演奏で淡々と行われ主題2が来るが、その後増2度上に転調した上に伴奏が一層派手につき、豪華になる。

### サッカーと「凱旋行進曲」
日本ではサッカーの応援歌として本曲の主題1が歌われるが、その由来として、中田英寿がイタリアセリエAのパルマFC在籍時、同クラブの応援歌にアイーダの「凱旋行進曲」が使用されているのを気に入ったことを自身のHPで語ったことがきっかけである、という風聞がある。ただし、実際には中田がパルマFCに移籍した2001年より前から日本代表戦などで使用されており、1994年にビクターエンタテインメントから販売されたサッカー応援曲のCDにも収録されているなど、応援歌として既に認知されていた。なお、パルマFCは設立当初は「我らが街の偉人ジュゼッペ・ヴェルディ」にちなんで「ヴェルディ・フットボール・クラブ」 (Verdi Football Club) と名乗っていた。

## 主要各国での初演と上演小史

### イタリア
- 1872年2月8日、ミラノ・スカラ座にてフランコ・ファッチョの指揮によって初演された。カイロでの世界初演には赴かなかったヴェルディも、このスカラ座公演には全精力を傾注した。当時ヴェルディの愛人となっていたと推測されているドイツ人ソプラノ歌手テレーザ・シュトルツがアイーダ役であったことも無関係ではなかっただろう。その他、アムネリス役にはマリア・ヴァルトマン、ラダメスはジュゼッペ・カッポーニ、アモナズロはフランチェスコ・パンドルフィーニと、主要キャストがヴェルディお気に入りの一流歌手で固められる豪華配役であった。ヴェルディはシュトルツのために第3幕にアイーダの歌うロマンツァを新たに作曲し、更に後述の如く、前奏曲を差し替える形での「序曲」も書いているが、その曲はリハーサル時にヴェルディ自身によって放棄された。結局カイロ初演版に上記のロマンツァを加えたこの1872年版が決定稿として、現代に至るまで上演の際に用いられている。
- ミラノの一般聴衆はこの新作を熱狂的に迎えたが、ワグネリズムの影響が色濃かった当時のミラノの音楽評論では（表面的には賞賛しつつも）この『アイーダ』がグノー、マイアベーアそしてとりわけワーグナーの影響を受けている、と主張するものが数多く見られた。ワーグナーに敬意は払いつつも自らを独自の存在と自負していたヴェルディは、当然のことながらこうした「ワーグナーの模倣」的評論に対しては不満であった。
- 以降のイタリア各都市での上演（1872年4月にパルマ、同7月にパドヴァ、1873年3月ナポリ、同5月アンコーナ）では、ヴェルディは上演水準の維持に腐心することとなった。オーケストラや合唱の編成規模、舞台装置や衣装から、はては各登場人物の立ち位置、舞台上での所作までヴェルディが検討を重ね、またそうした彼の指示は詳細にわたる「舞台指示書」としてまとめられ、リコルディ社より出版された（1873年）。ヴェルディは自分が監督できない場合には、「舞台上の諸条件が水準を満たし、1人の指導者があらゆる責任を負うことが可能な歌劇場にのみ上演許可を与える」との上演基準を設けていたが、73年中には上演許可の制限を解除、門戸を開くこととした。
- 皮肉なことに、こうして作曲者が音楽面ばかりでなく装置・演出に至るまでに全面関与して公演を行う、という方法は、ワーグナーがバイロイト祝祭劇場で自らの楽劇を上演した際のアプローチと奇妙なまで類似している。

### アルゼンチン
- 1873年10月、ブエノスアイレスにて初演。これがエジプトとイタリア以外での初公演である。カイロ世界初演時のアイーダ役ソプラノ、アントニエッタ・アナスタージ＝ポッツォーニが出演した。

### アメリカ合衆国

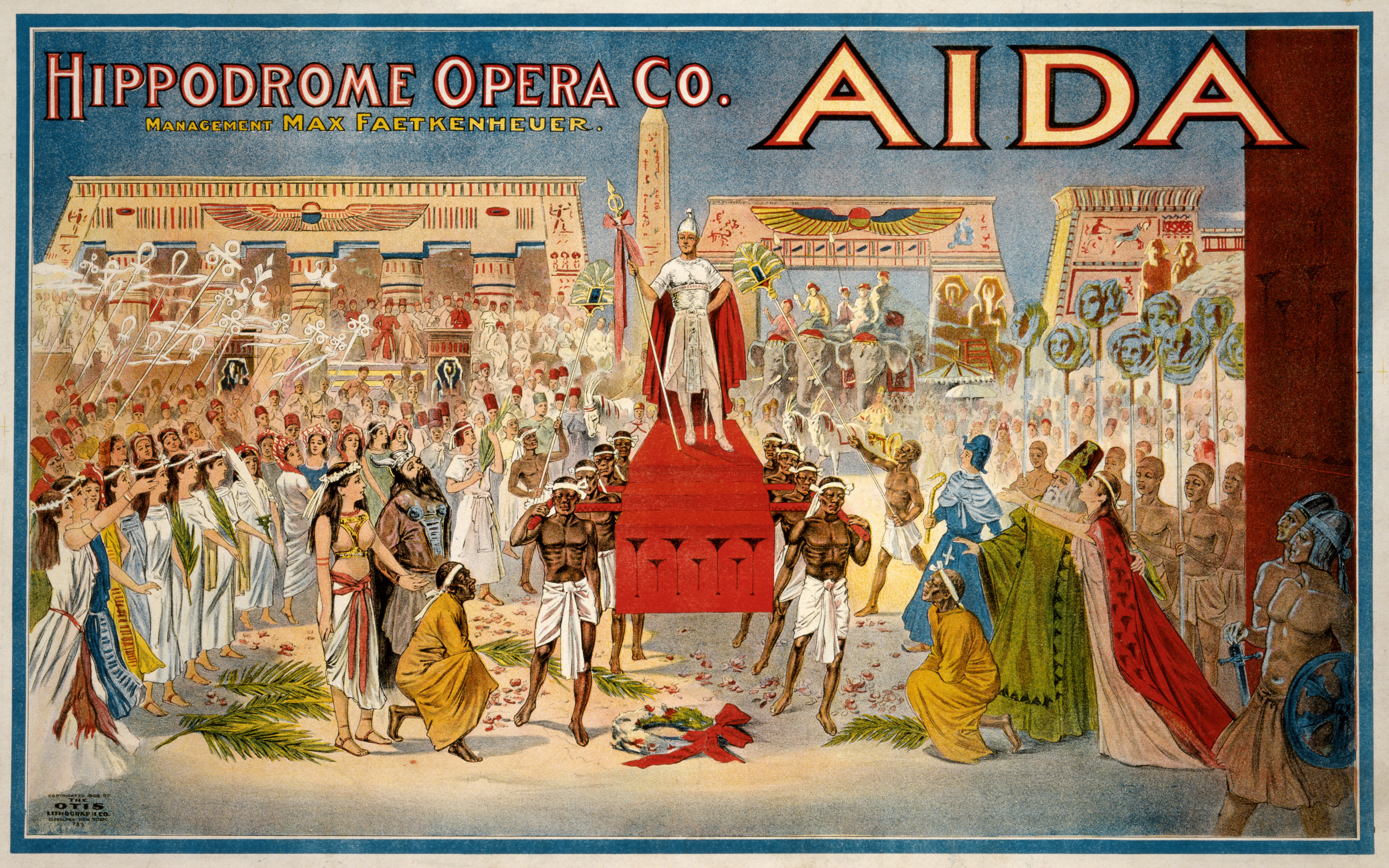
クリーヴランドのヒッポドローム歌劇団による『アイーダ』ポスター（1908年）

- 1873年11月25日、ニューヨーク、アカデミー・オブ・ミュージックで初演された。高名なテノール、イタロ・カンパニーニがラダメス役を、フランス人バリトン歌手、ヴィクトル・モレル（後に『オテロ』、『ファルスタッフ』の初演でも主要役を演じる）がアモナズロ役を務め、指揮はヴェルディお気に入りのエマヌエーレ・ムツィオであった。3か月を経ずして、フィラデルフィア、シカゴ、ミルウォーキー、ボストンでの初演もほぼ同様のキャストで行われた。
- 1883年にオープンしたメトロポリタン歌劇場（メト）での『アイーダ』初演は、1886年11月12日である。メトでは1884年から1891年の間、すべてのオペラがドイツ語によって歌われたが、『アイーダ』もその例外ではなく、ドイツ語訳詞での上演であった。しかしこのドイツ語公演は不評であり、1891年12月10日には初めて原語イタリア語での上演が行われ、同時にそれはメトでのオペラ原語上演の端緒となった。
- 『アイーダ』はその後1898年から1945年まで48シーズン連続で上演がなされ、現在でもメトで最も上演回数の多いオペラの一つである。2006年2月までの通算上演回数1,093回、これはプッチーニ『ラ・ボエーム』の1,178回に続いて第2位である。

### オーストリア
- ウィーンにて、1874年4月の公演。翌1875年6月の公演では、ヴェルディ自身が指揮を行い、テレーザ・シュトルツがアイーダを歌った。

### ドイツ
- 1874年4月、ベルリンにて。ドイツ語訳詞公演。この歌劇はヴェローナ・オペラの影響でスペクタクル・オペラとしてドイツ各地の巡回に良く使われ、大きな体育館などが会場に使われる。本物の象や大蛇・麒麟などの実際の動物が派手に登場するイベントが多い。

### フランス

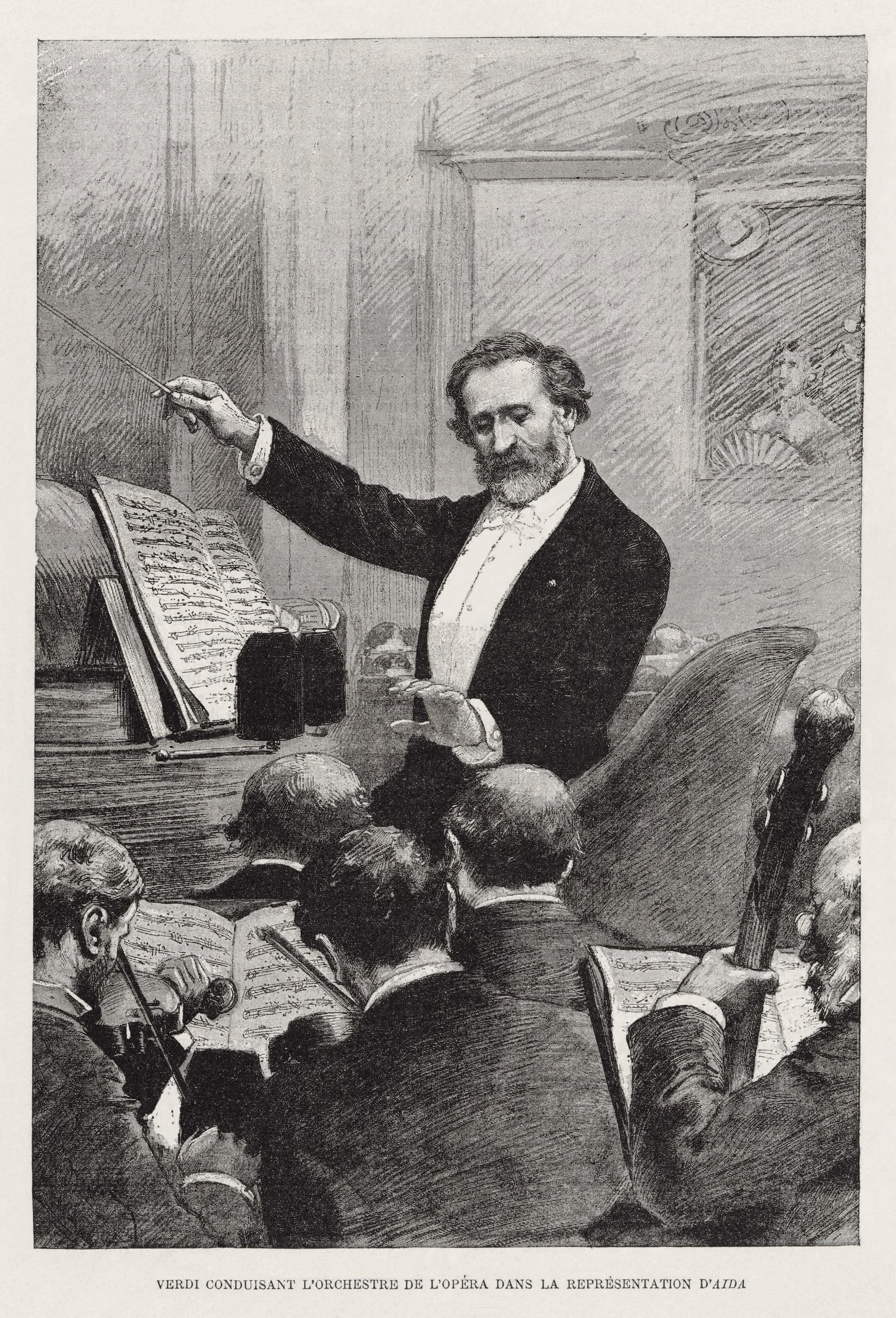
1880年パリ公演でタクトを執るヴェルディ

- 1876年4月、パリ・イタリア座にてイタリア語原語上演された。指揮はヴェルディ自身、アイーダにストルツ、アムネリスにヴァルトマン、アモナズロにパンドルフィーニと、スカラ座でのイタリア初演キャストの多くが参加した。
- 1875年に杮落としがなされたパリ・オペラ座（ガルニエ宮）でのフランス語訳詞公演は1880年3月になって行われた。これもヴェルディ自身が指揮し、アイーダはガブリエル・クラウス、アムネリスにロジーヌ・ブロシュ、ラダメスはアンリ・セリエ、アモナズロはヴィクトル・モレルというキャストであった。バレエを重視するオペラ座のことゆえ、ヴェルディも第2幕のバレエ音楽を大幅に拡充してグランド・オペラ的色合いをより濃くしている。このオペラ座公演は、興行収入的にも評論上も大成功であった。

### イギリス
- 1876年6月22日、ロンドン・コヴェント・ガーデン王立歌劇場にて初演。アイーダは当時の高名なプリマ・ドンナであったアデリーナ・パッティが歌ったが、ヴェルディはこの配役に必ずしも満足でなかった（パッティはドニゼッティ『ランメルモールのルチア』のルチアなどコロラトゥーラ役で有名であり、声質的にアイーダ向きではなかった）こともあり、ロンドン初演への招待を断ったという。

### 日本
- 抜粋の上演は早くから行われていたと考えられるが、本格的な公演としては1919年9月1日より東京・帝国劇場にて行われた「ロシア大歌劇団」のロシア語訳詞公演が日本初演とされている。同歌劇団はロシア革命の混乱から逃れようとしたロシア人歌手、管弦楽団員を中心として結成され、ウラジオストクを中心にアジア・アメリカでの旅回り公演を重ねていたもの。当時の日本語プログラムでは「彼得倶羅土（ペトログラード）、莫斯科（モスクワ）両歌劇座大歌劇」と記載してあり、まるで引越公演のような印象すら与える。事実、主役級の歌手のうちにはペトログラード（サンクトペテルブルク）やモスクワでの舞台経験を重ねた好歌手もいたが、合唱、舞台装置などはかなり貧弱なものであったらしい。
- 日本人を中心とした本格的な上演は1941年5月26日から歌舞伎座で行われた藤原歌劇団の全3回公演（日本語訳詞）が最初であった。アイーダには井崎嘉代子、磯村澄子、ラダメスに藤原義江、アムネリスに佐藤美子、齋田愛子を配し、指揮はマンフレート・グルリット（日本でのオペラ初指揮）、管弦楽は中央交響楽団である[1]。うち5月28日の公演はJOAKによって部分的に生中継放送も行われた。

### 野外オペラ公演

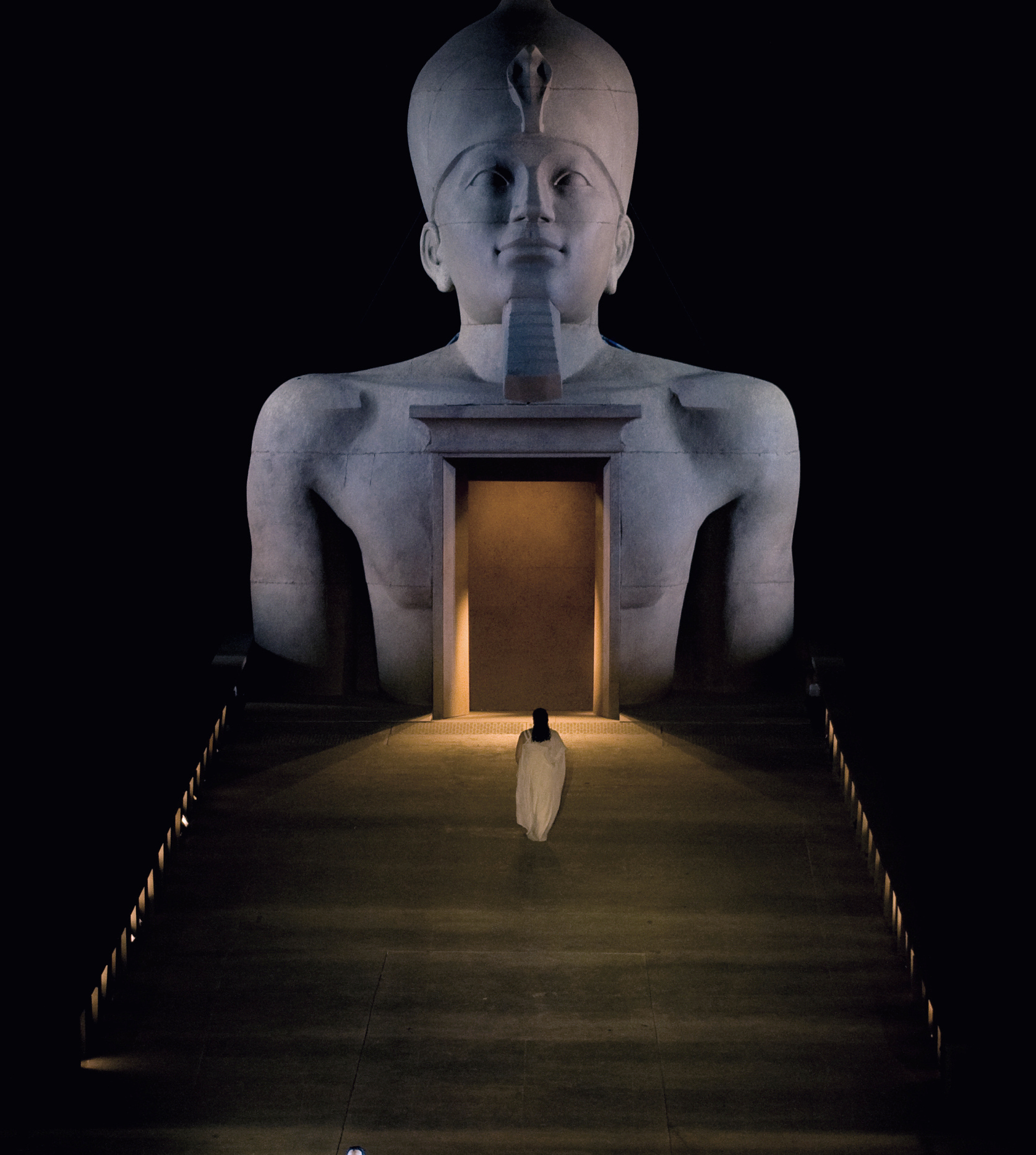
2011年、イスラエルのマサダで開かれた音楽祭に於ける舞台情景

第1幕第2場（神殿の場）、第2幕第2場（凱旋の場）などスペクタクル的要素にも富んでいる『アイーダ』は、野外オペラ公演において好んで取り上げられる曲目でもある。
- 『アイーダ』野外公演のもっとも初期のものとして記録に残るのは、1912年にエジプト・クフ王のピラミッドの麓で行われた公演である。これは炎天下での演奏であり、舞台は土盛りして整地したもので、数百人に及ぶエキストラが用いられたという。
- ヴェローナ市街に残る古代ローマ時代の闘技場遺跡・アレーナ・ディ・ヴェローナでは、1913年のヴェルディ生誕100周年を記念して野外オペラ公演（アレーナ・ディ・ヴェローナ音楽祭）が開始され、その第1回は『アイーダ』であった。今日でも『アイーダ』は最も人気の高い演目の一つで、凱旋の場でゾウを登場させる、第3幕（ナイル河畔の場）では舞台上の水路に小舟を浮かべて歌手をそこに載せる等、視覚的にも愉しみの多い舞台がみられる。1997年の公演では、マリエットのデザインしたカイロ初演時の衣装に、1913年のアレーナ初演での舞台装置（ただし、ともに再製作したもの）を組み合わせた古典的な演出を行った。
- 1919年には、当時絶大な人気を誇ったテノール歌手エンリコ・カルーソーのメキシコシティ訪問にあわせ、サッカー競技場で野外オペラ公演が行われ、サン＝サーンス『サムソンとデリラ』等と共に『アイーダ』が上演された。この時カルーソーが受け取ったギャラは、彼の生涯でも最高水準だったという。拡声装置等のない時代のことゆえ、音楽はほとんど聴き取れなかったというが、聴衆（というより観客）は「カルーソーを見た」ことに満足して帰途に着いた。
- アメリカでも『アイーダ』はしばしば野外オペラの演目として採り上げられた。その最も初期のものは、ブルックリン・ドジャースの本拠地であったニューヨーク・ブルックリンのエベッツ・フィールドで1925年に行われた公演である。
- 日本では1950年代に国立代々木競技場、甲子園球場、大阪スタヂアムで野外公演が行われている[2][3]。その後、東京ドーム落成記念として1989年同場所で公演が行われた（主催日本テレビグループ、協賛丸井）[4]。同年代々木体育館でもアレーナ・ディ・ヴェローナの引越し公演が行われ、テレビ中継も行われた（主催アサヒビール、フジテレビ、）[5]。
- アレーナ・ディ・ヴェローナと同じく古代ローマ時代の遺跡であるローマ市内カラカラ大浴場でも1937年から野外オペラ公演が行われ、そこで『アイーダ』は中心演目の一つである。同浴場の崩落の危険のため、1993年から公演は中断していたが、2003年に復活している。
- 近年の『アイーダ』野外公演の観客動員記録と考えられているのは、2001年9月21日、スタッド・ド・フランスでの約7万人という。

## アイーダ・トランペット
ヴェルディは音楽的に「エジプト的なもの」を取り入れようと考えていた。彼はまず楽器史関連書籍にあった「エジプトの笛」なる記述に関心を寄せ、現物を確認しようとフィレンツェの博物館にまで赴いている。この時はその笛が、ヨーロッパで当時普通に使われていた羊飼いの呼笛と大差ないものであることに落胆しただけだった。
ヴェルディは作曲にあたってデュ・ロクルを通してマリエット・ベイに古代エジプト文化等について尋ね、またリコルディ社にも詳しい調査を依頼するなど、様々な方法を駆使してエジプト文化についてかなり綿密な時代考証を重ね、それら知識を咀嚼した上で作曲を進めた。
その後（1870年7月頃）ヴェルディは、凱旋の場で「エジプト風」のトランペットを導入し、行進曲を添えることを考えた。モデルとなったのはルーヴル美術館に収蔵された唯一の現物、並びに様々の壁画に描かれた長管の楽器であったと考えられる。特注されたこれら「アイーダ・トランペット」は管長約1.2mの長大なものであり、舞台で6本揃えば異国情緒を演出するには十分な偉容である。スカラ座でのイタリア初演後数年間は、これらトランペット6本1組は『アイーダ』総譜と共にリコルディ社から各劇場に公演の都度貸与され、それを使用することが公演の付帯条件とされていた。このように見せ場も設けながらヴェルディは彼独自のエジプト音楽を作りあげ、傑作へと昇華させた。
異国情緒、綿密な時代考証といった「こだわり」はパリの「グランド・オペラ」様式の延長線上に『アイーダ』があることを示している。しかし、ヴェルディの没後1922年になってツタンカーメン王の墓から発見されたトランペット状の管楽器は、管長50cm内外の比較的短いものばかりであり、ヴェルディらの考証作業も（考古学的観点からは）不十分だった、ということになる。

## アイーダ・シンフォニア（序曲）
『アイーダ』のスカラ座初演時には、カイロ初演時の前奏曲に差し替えられる形で"シンフォニア"（序曲）が付けられる予定であった。これはオペラの各場面から5つの主題を（時系列的に）構成するものとして作曲されたが、結局その曲は放棄された。ヴェルディの書簡には「ミラノでのリハーサルで序曲を試み、（スカラ座の）オーケストラもその内容をよく理解してくれたが、彼らの技量がしっかりしているぶん、内容の空疎さが明らかになってしまった」とあり、簡潔な前奏曲を内容的に上回ることができなかったことがヴェルディがこの序曲を用いなかった理由とみられる。
初演から70年近く経た1940年3月30日に、アルトゥーロ・トスカニーニ指揮NBC交響楽団によってこの序曲が初演（放送公演）された。1913年、ヴェルディ生誕100周年時にサンターガタのヴェルディ親族から同曲の譜面を示されたことを機に、トスカニーニは演奏を熱望し、ついにこの初演時にだけ持ち出しを許可された。しかし演奏直後、再び親族の手によって封印されてしまうこととなる。
トスカニーニと米国にこの「世界初演」の功を奪われたことを不快に思ったムッソリーニのイタリアでも、「ヴェルディ展」の開幕式の一環として同年6月4日、ベルナルディーノ・モリナーリ指揮、サンタ・チェチーリア国立アカデミー管弦楽団の演奏で急遽ヨーロッパ初演がなされた（オペラ・ファンであったムッソリーニ自身、この演奏会の聴衆であり、一説にはこの演奏自体が彼の命令によるという）。
これらの演奏の後、この曲を指揮したのはクラウディオ・アバド、リッカルド・シャイーらである。アバドはトスカニーニ盤から楽譜を起こし、1977年にスカラ座のオーケストラにより演奏した（コンサート形式）。一方、シャイーは音楽学者でピアニストのピエトロ・スパーダが起こした版を使用して演奏した。
上記の理由により、『アイーダ』では序曲を使用することを諦めたヴェルディであったが、年を経た次作の『オテロ』（1887年）でもシンフォニアを捨てきれなかったのか、一応は作曲している。しかし、こちらも最終的には使用はされなかった（これもシャイーがレコーディングしている）。

## 歌舞伎
2008年、八月納涼大歌舞伎・第三部で『野田版 愛陀姫（あいだひめ）』という題で上演された。作・演出は野田秀樹、出演は中村勘三郎ほか。舞台設定を戦国時代、斎藤道三が治める美濃に移して翻案、役名も愛陀姫（アイーダ）、木村駄目助座衛門（ラダメス）といった具合に変えられている。勘三郎演じる濃姫（アムネリス）の悲恋に主軸が置かれた物語になっている。